# St. Rochus (Kämmerzell)

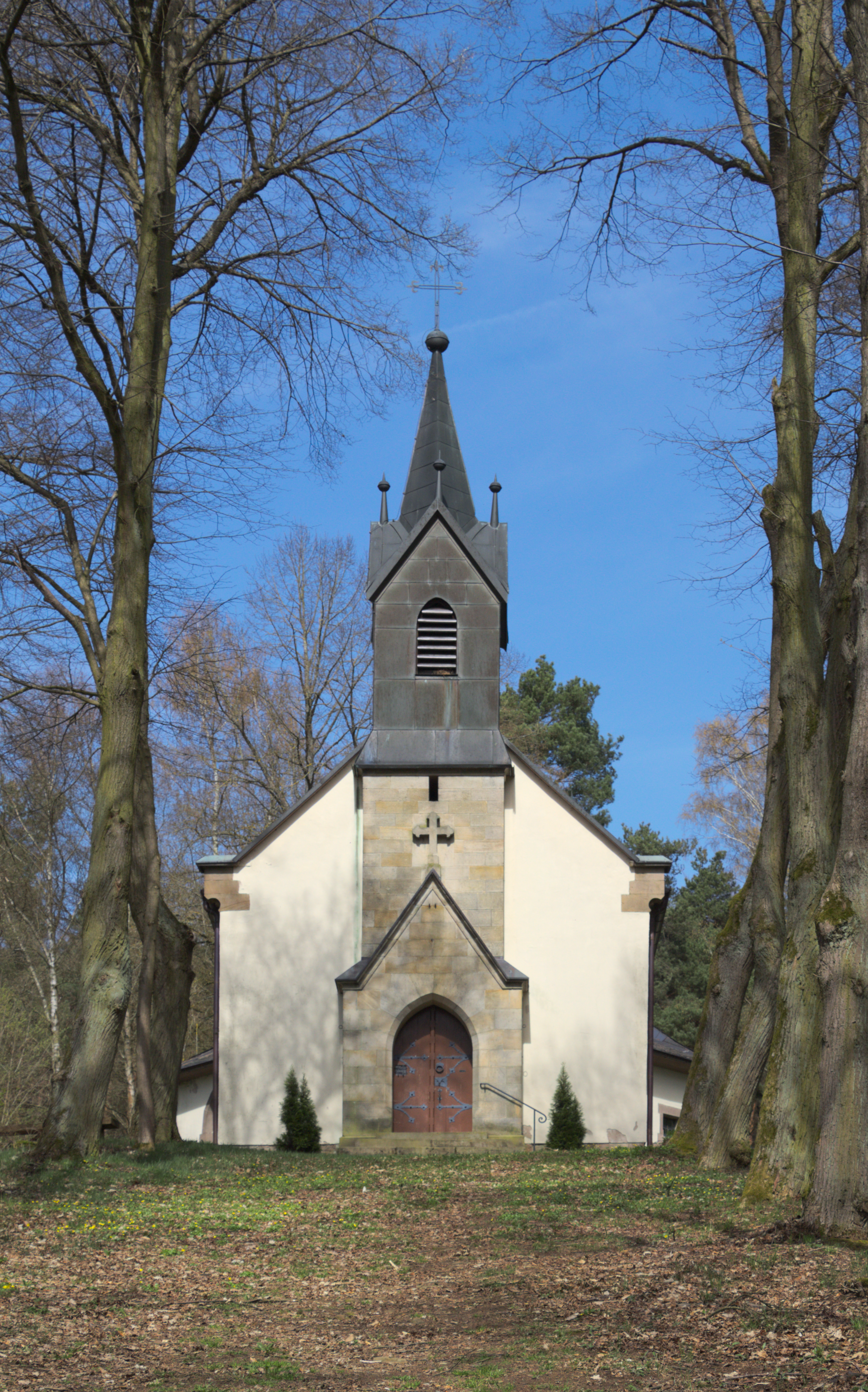
St. Rochus in Kämmerzell

Die römisch-katholische, denkmalgeschützte Wallfahrtskapelle St. Rochus steht auf dem Rochusberg nördlich des Stadtteils Kämmerzell der Stadt Fulda im Landkreis Fulda in Hessen. Sie gehört zum Pastoralverbund St. Rochus Fulda des Bistums Fulda.

## Beschreibung
Die schlichte Saalkirche wurde 1877 anstelle eines Vorgängerbaus von 1624 errichtet. Sie hat einen mit einem spitzen Helm bedeckten Anbau, in dem sich das Portal befindet. 1902 wurde eine offene Halle nach einem Entwurf von Georg Kegel angebaut. Der kleine Rokoko-Altar stammt aus der alten Kirche von Lüdermünd.